# 댄스스포츠

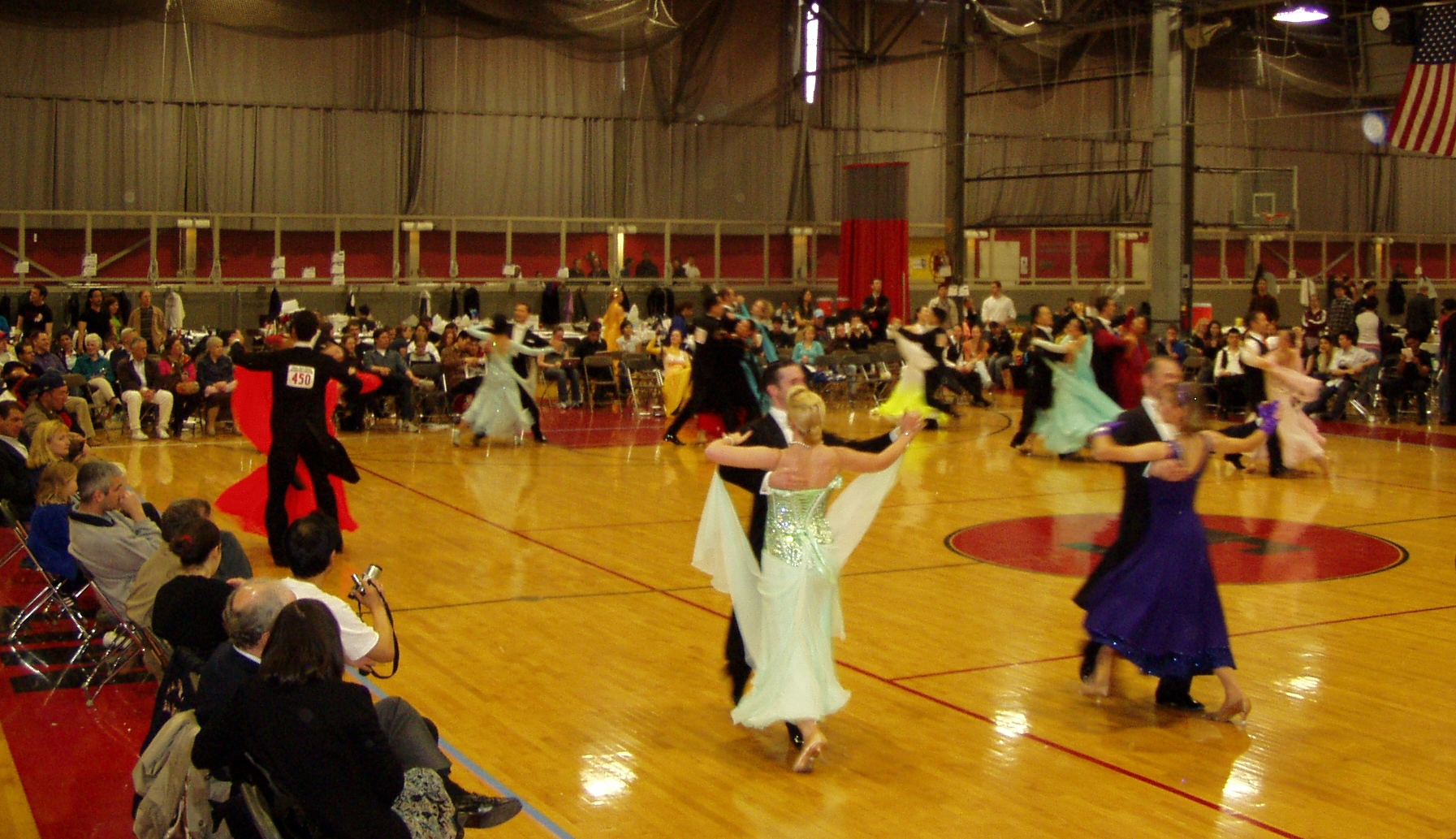
댄스스포츠

댄스스포츠(dancesport)는 볼룸 댄스를 기반으로 경기와 기술을 겨루는 스포츠이다.

## 같이 보기
- 세계 댄스스포츠 연맹